# Mercedes-AMG F1 W15 E Performance
A Mercedes W15, hivatalos, hosszú nevén a Mercedes-AMG F1 W15 E Performance egy Formula–1-es versenyautó, melyet a Mercedes AMG Petronas F1 Team indított és versenyeztetett a 2024-es Formula–1 világbajnokság során. Pilótái Lewis Hamilton és George Russell voltak, előbbinek ez volt az utolsó közös éve a csapattal. Az olasz nagydíj szabadedzésén Andrea Kimi Antonelli vezette az autót. A korábbi évek megtorpanásából a Mercedes kilábalt, és újra képes volt győzelmeket aratni.

## Áttekintés
Az előző évet a Mercedes konstruktőri másodikként zárta, három pont előnnyel a Ferrari előtt. Az új idényben a céljuk a korábbi évek fiaskóiból kilábalás volt, ennek érdekében több ponton is áttervezték a kasztnit. Többek között az aerodinamika és a súlyeloszlás terén történtek változások, de lényegében minden komponenst kicseréltek. Vadonatúj oldaldobozok készültek, a pilótafülke hátrébb került, és immár mind az első, mind a hátsó felfüggesztés nyomórudas lett. A változtatásokkal Hamilton is elégedett volt, aki a szélcsatornás teszteket is megtekintette.
James Allison technikai igazgató, aki ebben az évben tért vissza és teljes egészében ő tervezte az autót, elmondta, hogy rengeteget fejlődtek, az autó ígéretes, továbbá hogy az előző idényben nem az oldaldoboz lecserélése okozta a legnagyobb problémákat, és hogy az új autó különbözni fog az elődeitől. Először 2024 februárjában vitték pályára egy silverstone-i bejáratáson. A kasztnin továbbra is domináns volt a fekete szín (ami a szénszálas kasztni és a festéktömeggel spórolás velejárója volt), de az autó orra megkapta a Mercedes ezüstjét, valamint a főszponzor Petronas zöldeskékjét.

## Az évad
A szezon előtti teszten ígéretes teljesítményt nyújtott a csapat, miután a W15-ös stabilabb és megbízhatóbb is volt. Ehhez képest az évadnyitó bahreini futam némiképp csalódást keltő volt: Hamiltonnak eltört az ülése verseny közben, Russell autójában pedig túlmelegedett a Mercedes-motor, ami ugyanazon a hétvégén a Williamsnek is gondot okozott. Hasonlóan szerény, de ugyancsak pontszerző teljesítményt nyújtottak Szaúd-Arábiában is, Ausztráliában pedig Hamilton 14 év óta először esett ki az időmérő edzés második szakaszában. Ezen a futamon később ki is állt, majd Russell az utolsó előtti körben egy csúnya versenybalesetben ütközött Fernando Alonsóval, így a 2018-as osztrák nagydíj óta először ért el a csapat kettős kiesést. A szezon első harmadára általánosságban igaz volt, hogy bár tényleg volt javulás, de a Mercedes legfeljebb csak a negyedik erő lehetett - viszont például a kínai sprintfutamon Hamilton második lett.
Az első fejlesztések Imolában érkeztek egy új padlólemez, fékvezetékek és hátsó szárny képében. Jelentősebb változások ekkor még nem voltak és Monacóban sem lehettek, a pálya jellegéből adódóan. Kanadában Russell pole pozíciót szerzett, méghozzá ezredre azonos időt autózva, mint a második Max Verstappen (1:12:000). A változó körülmények közt aztán ezt nem sikerült győzelemre váltania, de harmadik lett, amivel meglett az év első dobogós helyezése. Spanyolországban Hamilton is szerzett egyet, amivel 18 szezonon keresztüli folyamatós dobogón álló sorozatát folytatta.
Ausztriában aztán a csapat megszerezte az első győzelmét is az idényben: Russell, aki a harmadik heylen haladt, kihasználta Lando Norris és Verstappen csatáját majd ütközését és elsőként szelte át a célvonalat. A brit nagydíjon Russell került pole pozícióba, és Hamilton révén az első sort is megszerezték. A változó körülmények közt zajló versenyt Russellnek fel kellett adnia, Hamilton azonban a jó taktikának köszönhetően megnyerte a versenyt - ez volt 56 futam és több mint két év után az első győzelme, amivel egy újabb rekordot állított fel, hiszen kilencszeres brit futamgyőztes lett. Három év után ez volt ugyancsak az elő alkalom, hogy a Mercedes sorozatban kétszer nyert. A magyar nagydíjon kevésbé volt dicsőséges a szereplésük: egyik szponzoruk a CrowdStrike nevű informatikai cég volt, amelynek világszerte tapasztalt leállása őket is sújtotta, ezért csak korlátozottan tudtak adatokat gyűjteni a szabadedzéseken. Az időmérő edzésen Russell már a Q1-ben kiesett, de a futamon a nyolcadik helyig tudott szépíteni, Hamilton pedig megszerezte karrierje 200. dobogós helyezését. Belgiumban a Mercedes egész hétvégén jól szerepelt és kettős győzelmet arattak, ám Russellt a futam után kizárták, mert a csapat hibájából a megengedettnél másfél kilóval könnyebb volt az autója a mérlegeléskor, ezért diszkvalifikálták - a győzelmet Hamiton örökölte meg tőle.
A nyári szünet utáni futamokon a csapat egyre jobban szerepelt, Russell egy dobogót is tudott szerezni Azerbajdzsánban. Las Vegasban meglepően jól mentek egész hétvégén, Russell pole pozíciót szerzett, majd megnyerte a futamot, Hamilton pedig második lett, így kettős győzelmet arattak. Habár csak konstruktőri negyedikek lettek, a teljesítményük ígéretes volt.

## Eredmények
| Év   | Csapat                        | Motor               | Gumik | Pilóták        | Futamok | Futamok | Futamok | Futamok | Futamok | Futamok | Futamok | Futamok | Futamok | Futamok | Futamok | Futamok | Futamok | Futamok | Futamok | Futamok | Futamok | Futamok | Futamok | Futamok | Futamok | Futamok | Futamok | Futamok | Pontok | Helyezés |
| Év   | Csapat                        | Motor               | Gumik | Pilóták        | BHR     | SAU     | AUS     | JPN     | CHN     | MIA     | EMI     | MON     | CAN     | ESP     | AUT     | GBR     | HUN     | BEL     | NED     | ITA     | AZE     | SIN     | USA     | MXC     | SAP     | LVG     | QAT     | ABU     | Pontok | Helyezés |
| ---- | ----------------------------- | ------------------- | ----- | -------------- | ------- | ------- | ------- | ------- | ------- | ------- | ------- | ------- | ------- | ------- | ------- | ------- | ------- | ------- | ------- | ------- | ------- | ------- | ------- | ------- | ------- | ------- | ------- | ------- | ------ | -------- |
| 2024 | Mercedes-AMG Petronas F1 Team | Mercedes-AMG F1 M15 | P     | Lewis Hamilton | 7       | 9       | KI      | 9       | 9 2     | 6       | 6       | 7       | 4       | 3       | 4 6     | 1       | 3       | 1       | 8       | 5       | 9       | 6       | KI 6    | 4       | 10      | 2       | 12 6    | 4       | 468    | 4.       |
| 2024 | Mercedes-AMG Petronas F1 Team | Mercedes-AMG F1 M15 | P     | George Russell | 5       | 6       | 17 †    | 7       | 6 8     | 8       | 7       | 5       | 3       | 4       | 1 4     | KI      | 8       | KIZ     | 7       | 7       | 3       | 4       | 6 5     | 5       | 4 6     | 1       | 4 3     | 5       | 468    | 4.       |

- Félkövérrel jelölve a pole pozíció, dőlt betűvel a leggyorsabb kör. Apró betűvel jelezve a helyezés a sprintfutamon, ha az pontszerzéssel járt együtt.
- † – Nem fejezte be a futamot, de rangsorolva lett, mert teljesítette a versenytáv 90%-át.
- Hamilton a kínai sprintfutamon 7, az osztrákon és az amerikain és a katarin 3 pontot szerzett.
- Russell a katari sprintfutamon 6, az osztrákon 5, az amerikain 4, a sao paulóin 3, a kínain 1 pontot szerzett.